# Omne Datum Optimum
Всякий дар досконалий (лат. Omne Datum Optimum) — булла, видана Папою Римським Інокентієм II в 1139 році, що затвердила лицарський орден тамплієрів, вилучила його з юрисдикції єпископів і поставила в безпосередню залежність лише від Папи Римського. Як і всі папські булли, отримала назву за першими словами тексту.
Булла відіграла велику роль у житті Ордена тамплієрів, які отримали свободу дій і були позбавлені від сплати зборів і мит. Крім того, орден, отримавши незалежність від церковної влади, потрапляв під підпорядкування безпосередньо Святому Престолу. Таким чином орден отримав значний вплив у Католицькій церкві.
Булла була прийнята лише після того, як були затверджені умови щодо вступу в орден тамплієрів, для підтвердження усвідомленості вибору кандидата. Крім того, що кандидати відмовлялися від майна, прирікаючи себе на чернече життя, ці умови включали також євангельські поради, обов'язкові для монахів та обітниці целібату і слухняності.
Дата прийняття булли вважається формальним початком заснування Ордена тамплієрів, оскільки вона була офіційним підтвердженням незалежності Ордену Храму. Пізніше рішення булли були підтверджені й розширені іншими буллами Папи Римського Целестіна II — Milites Templi і Євгенія III — Militia Dei.